# Nikolay Arabov
Nikolay Arabov (Silven, 14 de novembro de 1953) é um ex-futebolista profissional e treinador búlgaro, que atuava como defensor.

## Carreira
Nikolay Arabov fez parte do elenco da Seleção Búlgara de Futebol da Copa do Mundo de 1986 